# Claudio Gueux

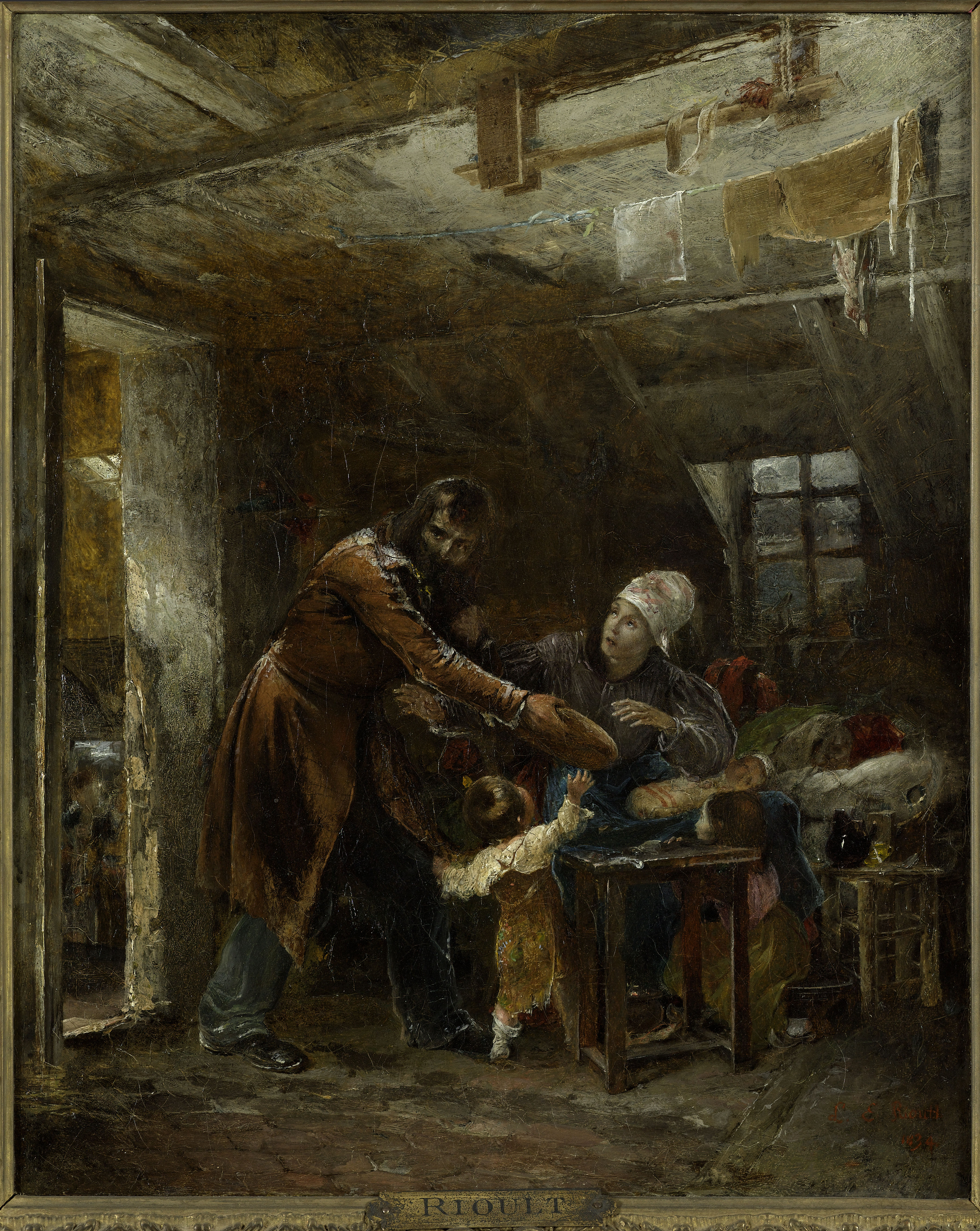
Rioult, Louis-Edouard - Claude Gueux rapportant à sa famille le pain volé - Maison de Victor Hugo, 1834

Claudio Gueux (Claude Gueux en francés) es una novela breve de Victor Hugo publicada en 1834 en la cual preconiza el rechazo a la pena de muerte. La historia está en parte basada en hechos reales.
La historia se desarrolla en París a principios del Siglo XIX. Un "honesto obrero" llamado Claudio Gueux vive allí con su amante (no están casados) quien a su vez tiene un hijo. Un invierno, desesperado por la falta de fuego y pan para sobrevivir, Claudio comete un robo que "le asegura tres días de pan y de fuego para la mujer y el niño, y cinco años de prisión" para él en la cárcel de Clairvaux, en la cual todo se resume a las noches en la mazmorra y los días en el taller. Allí Claudio conoce, a poco de llegar, la auténtica maldad, en la figura arbitraria y autoritaria que encarna el director de los talleres de la prisión, quien encuentra satisfacción en hacerlo sufrir porque envidia la popularidad de que goza el preso entre sus compañeros. Claudio también conoce la verdadera amistad en la figura de otro prisionero, el joven y débil Albin que comparte con él su comida, por quien desarrolla un afecto verdaderamente paternal.
Un día, el director decide alejar a Albin de Claudio cambiándolo de sección, sin más justificación que las ganas de hacerlo. Claudio soporta difícilmente la separación y trata por todos los medios de convencer al cruel director, haciéndole ver que le ha quitado con el alejamiento del amigo, lo último que le queda de humanidad; todo es en vano. Entonces, los hechos se precipitan; Claudio lanza un ultimátum: si Albin no regresa, él ejecutará al director. Intenta convencerlo una última vez en la revista de los talleres y el director se niega una vez más; entonces Claudio lo mata a golpes de hacha ante la mirada atónita de más de ochenta presos que saben que eso iba a suceder, porque aquel se los ha dicho. Después intenta suicidarse pero fracasa, por lo cual es atendido en el hospital, curado y más tarde juzgado. Finalmente es condenado a muerte y ejecutado por aguillotinamiento.
Victor Hugo se vale de la historia verídica de Claudio Gueux para argumentar contra la pena de muerte, sosteniendo que no es posible que la sociedad consume la idea de Justicia, apelando al salvajismo de la pena de muerte como aliada del Derecho. También plantea la necesidad de la educación como base del progreso social y también de la prevención del delito, hecho éste que la sociedad debe lamentar una vez que ha practicado la injuticia y la opresión de los desposeídos.